# مروان بن علي البوني
أبو عبد الملك مروان بن علي الأسدي القطان البوني ، أحد علماء الحديث الشريف رواية ودراية، عرف بصلاحه وورعه. من مواليدعام 439 هجري بالأندلس اجتهد في طلب الحديث الشريف، وسافر للأخذ والسماع على كثير من الحفاظ والعلماء، ولم يكن الحديث الشريف وعلومه هما دراسته فقط بل درس الفقه والنحو والتاريخ وعلم الرجال. كما اشتهر بمؤلفاته خاصة شرحه لموطأ الإمام مالك، ولصحيح البخاري رحمهما الله.

## حياته

### اسمه وكنيته ونسبه
مروان بن علي بن محمد، يكنى بأبي عبد الملك وشرف الدين الأسدي القطان البوني، والأسدي نسبة إلى بني أسد بن عبد العزى 
و القطان لقب له ولأبيه لاشتغالهما بتجارة القطن، أما البوني فنسبة إلى مدينة بونة (وهو الاسم القديم لمدينة عنابة الجزائرية) التي هي الموطن الأصلي لأسرته، وقد حمل لقب البوني الكثير من العلماء والأدباء والفضلاء.

### مولده ونشأته وطلبه العلم
ولد أبو عبد الملك البوني في مدينة قرطبة عام 439 هجري، نشأ في كنف والده الذي كان يحسن كثيرا من العلوم الدينية والشرعية، فحفظ على يديه القرآن الكريم، ومبادئ اللغة العربية والعلوم الإسلامية فلما بلغ طور الطلب، أخذ في مجالسة الشيوخ والاتصال بهم وملاقاتهم في مدينة قرطبة التي كانت تعج بالعلماء والشيوخ، والمكتبات ودور العلم، ومن شيوخها الذين أخذ عنهم: أبو محمد الأصيلي، والقاضي أبي المطرف عبد الرحمن بن محمد ابن فطيس، وحسين بن محمد بن سلمون المسيلي، وأبي عمر بن المكوي، وابن السندي، وابن العطار وغيرهم.
ثم سافر إلى بلاد الجزائر، فأخذ عن علماء تلمسان، ومنها انتقل إلى القيروان فاتصل بعالم المغرب المحدث المقرئ علي ابن محمد بن خلف المعافري القابسي، ثم لازم المحدث الفقيه أبو جعفر الداودي خمس سنين أخذ عنه معظم تآليفه، وبعدها اتجه صوب بونه ليستقر بها.
و هناك ببونة عقد مجالس التدريس والرواية بمسجدها الجامع، فقصده طلاب العلم من جميع النواحي ينهلون ويستفيدون من علمه، وقد اشتهر بحسن السيرة والسلوك، والزهد والورع والصلاح.

## شيوخه
- -أحمد بن نصر الداودي الأسدي (ت سنة 402 هـ): أبو جعفر، من أئمة المالكية بالمغرب العربي. كان بطرابلس وبها أصل كتابه في شرح الموطأ ثم انتقل إلى تلمسان. وكان فقيهاً فاضلاً متقناً مؤلفاً مجيداً له حظ من اللسان والحديث والنظر. ألف كتابه النامي في شرح الموطأ و الواعي في الفقه و النصحية في شرح البخاري والإيضاح في الرد على القدرية وغير ذلك. حمل عنه أبو عبد الملك البوني ولازمه خمس سنين، وأخذ عنه جميع تواليفه  [ «ترتيب المدارك وتقريب المسالك للقاضي عياض 1/497».]

- - أبو محمد الأصيلي (تسنة 392 هـ): الحافظ الثبت العلامة أبو محمد عبد الله بن إبراهيم بن محمد الأندلسي تفقه بقرطبة وبمصر وببغداد، وأتقن أخذ الصحيح عن أبي زيد المروزي وتفقه على أبي بكر الأبهري ووعى علما جما. كان رأسا في الحديث والسنن وفقه السلف له كتاب كبير سماه الدلائل في اختلاف العلماء حمل الناس عنه. [تذكرة الحفاظ للإمام الذهبي:2/370]
- - القاضي عبد الرحمن بن محمد ابن فطيس (ت سنة 402 هـ): عبد الرحمن بن محمد بن عيسى بن فطيس بن أصبغ، أبو المطرف، عالم بالتفسير والحديث وتاريخ الرجال. له تصانيف جيدة منه:القصص والأسباب التي نزل من أجلها القرآن و المصابيح في تراجم الصحابة و فضائل التابعين والناسخ والمنسوخ.  وجمع من الكتب ما لم يجمع مثله أحد من أهل عصره في الأندلس.  [الأعلام للزركلي 3/325.]

- - علي ابن محمد بن خلف القابسي (ت سنة 403 هـ) الإمام الحافظ الفقيه العلامة عالم المغرب أبو الحسين علي ابن محمد بن خلف المعافري القروي القابسي المالكي صاحب الملخص حج وسمع من حمزة بن محمد الكتاني الحافظ وأبي زيد المروزي وابن مسرور الدباغ بإفريقية دراس بن إسماعيل وطائفة وكان عارفا بالعلل والرجال والفقه والأصول والكلام مصنفا يقظا دينا تقيا. [ سير أعلام النبلاء للذهبي: 14/ 438.]

- - حسين بن محمد بن سلمون المسيلي (ت سنة 431هـ): يكنى أبا علي، أصله من مدينة المسيلة (الجزائر)، تعلم وأخذ عن شيوخ وعلماء بلده، ثم انتقل إلى قرطبة، واشتهر بتمكنه في الفقه المالكي، ولاه سليمان بن حكم أمير البرابرة الشورى بقرطبة. عرف بصلاحه وعفته وتواضعه، ً توفي في قرطبة، ودفن بمقبرة العباس. الصلة لابن بشكوال (1/46). و غيرهم.

## تلاميذته
استفاد من علم هذا الفقيه المحدث خلق لا يحصى، حيث قصده طلاب العلم من كل جهات العالم الإسلامي، وسأذكر بعضا من أشهر تلامذته:
- حاتم بن محمد بن عبد الرحمن بن حاتم التميمي (469 هـ):  روى بقرطبة عن جماعةٍ من العلماء.ثم رحل إلى المشرق فسمع بالقيروان من أبي الحسن القابسي الفقيه ولازمه، ثم رحل إلى مكة فحج، ولقي أبا الحسن أحمد بن إبراهيم بن فراس العبقي وكان أحد المسندين الثقات فقرأ عليه وأجاز له،  وجالس أبا عمران الفاسي الفقيه، وأبا بكر ابن عبد الرحمن الفقيه، وأبا عبد الملك مروان بن علي البوني وأخذ عنهم كلهم وهم جلة أصحابه عند أبي الحسن القابسي وممن ضمهم مجلسه وشهد معهم السماع عليه. أخذ عنه الكبار والصغار لطول سنه. وقد دعي إلى القضاء بقرطبة فأبى من ذلك، وكان في عداد المشاورين بها. [ الصلة في الرواة لابن بشكوال (1/49).]

- ولده علي بن مروان بن علي الأسدي (ت حوالي سنة 456 هـ): يكنى أبا الحسن، ولد بمدينة بونة وأخذ عن أبيه تأليفه وحدث به، رحل إلى الأندلس فأخذ عن علمائها وسكن قرطبة، حدث بشرح الموطأ لوالده، لقيه القاضي أبو محمد بن خيرون القضاعي وقرأ عليه،  كان راوية فقيها حافظا أديبا له حظ من قرض الشعر. [التكملة لكتاب الصلة 1/242.]

- عمر بن سهل بن مسعود اللخمي المقرئ (ت بعد سنة 442 هـ): من أهل طليطلة، يكنى: أبا حفص. رحل إلى المشرق وروى عن أبي أحمد السامري وأبي الطيب بن غلبون، وأبي عبد الملك البوني... وغيرهم. كان إماماً في كتاب الله تعالى، حافظاً لحديث النبي صلى الله عليه وسلم، عالماً بطرقه، لسنا حافظاً لأسماء الرجال وأنسابهم، خفيف الحال قليل المال، قانعاً راضياً رحمه الله. [الصلة في الرواة لابن بشكوال (1/127)]

- عمر بن عبيد الله بن زاهر (ت 440 هـ): أندلسي استوطن بونة من عمل إفريقية، يكنى: أبا حفص. روى عن أبي عمران الفاسي الفقيه، وأبي عبد الملك مروان بن علي الأسدي البوني، وأبي القاسم إسماعيل بن يربوع السبتي وغيرهم.  [الصلة في الرواة لابن بشكوال:(1/126).]
- محمد بن إسماعيل بن فورتش قاضي سرقسطة يكنى أبا عبد الله. له رحلة إلى المشرق حج فيها، وكتب الحديث عن عتيق بن إبراهيم القروي، وأبي عمران القابسي، وأبي عبد الملك البوني، وأبي عمرو السفاقسي، وأبي عمر الطلمنكي وغيرهم. وكان ثقة في رواية، ضابطاً لكتبه، فاضلاً، ديناً، عفيفاً راوية للعلم، روى عنه ابنه أبو محمد وأبو الوليد الباجي. [الصلة في الرواة لابن بشكوال (1/173).]
- أبو بكر الأسديّ، ابن القيرواني الصابر (ت 482 هـ): روى عن: أبي عمران الفاسيّ، ومروان بن عليّ البونيّ وعليّ بن أبي طالب الصابر وله كتب في التعبير، سكن المرية، وحمل النّاس عنه.  تاريخ الإسلام للذهبي الجزء الثالث والثلاثون الصفحة 102

- أحمد بن وليد، يعرف بابن بحر (ت 486 هـ): من أهل أشونة: يكنى: أبا عمر. كان معتنياً بالعلم، وعقد الوثائق، واستقضى بجيان،
- أحمد بن العجيفي العبدري (ت 489 هـ): من أهل يابسة، يكنى: أبا العباس. حدث عن أبي عمران الفاسي، وأبي عبد الملك مروان بن علي البوني، وغيرهما. لقيه القاضي أبو علي ابن سكرة بيابسة وروى عنه بها. [الصلة في الرواة لابن بشكوال (1/23).]

- محمد بن نعمة الأسدي العابر القيرواني (482هـ) يكنى: أبا بكر. روى بالقيروان عن أبي عمران الفاسي. ومروان بن علي البوني، وعلي بن أبي طالب العابر، وأكثر عنه، وعبد الحق الصقلي وغيرهم. وكان معتنياً بالعلم عالماً بالعبارة وجمع فيها كتباً واستوطن المرية، وسمع الناس منه.  [الصلة في الرواة لابن بشكوال (1/196).]
- يحيى بن محمد بن حسين الغساني (442هـ): يعرف بالقليعي، من أهل غرناطة؛ يكنى: أبا زكرياء. روى عن أبي عبد الله بن أبي زمنين جميع ما عنده، وعن أبي محمد بن خلف ابن علي السبتي، ورحل إلى المشرق وسمع من: أبي عبد الملك مروان بن علي البوني، وكان خيراً فاضلاً ثقة فيما رواه. كان من كبار أهل غرناطة موضعه مشاوراً، حسن الهيئة والسمت فاضلاً جزلاً رحمه الله. [الصلة في الرواة لابن بشكوال (1/217)]
- مَنَاس بنون خفيفة محمد بن عيسى بن مناس القيرواني عن رجل عن القاسم بن الليث الرسعني قلت وأبو موسى بن مناس من كبراء فقهاء إفريقية ونبهائها والمقدمين بها وله كلام كثير وتفسير لمسائل  المدونة مسطرة وقد سمع من البوني قاله القاضي عياض في كتابه  ترتيب المدارك . [ «توضيح المشتبه في ضبط أسماء الرواة وأنسابهم وألقابهم وكناهم» لابن ناصر الدين شمس الدين محمد القيسي الدمشقي 8/180.]

- ومن تلامذته أيضا ذو النون بن خلف، وأبو هارون موسى بن خلف بن عيسى بن سعيد الخير وغيرهم.

## وفاته
توفي رحمه الله بمدينة بونة (عنابة) سنة 502هـ على الأرجح ودفن بها.

## مصنفاته وآثاره
أوردت المصادر التي ترجمت لأبي عبد الملك البوني مؤلفين هما :
- شرح موطأ الإمام مالك توجد نسخة منه بمكتبة القرويين بفاس تحت رقم (527)، كما أفاد بذلك الشيخ محمد السليماني في مقدمة تحقيق «المسالك».
- شرح لصحيح البخاري مفقود ، وفي شرحين للصحيح : " عمدة القاري " للعلامة بدر الدين العيني"، و"  فتح الباري " للحافظ ابن حجر العسقلاني، نقل كثير عن شرح صحيح البخاري للبوني خاصة ابن حجر، فهما يستشهدان ببعض شروحه ونقولاته، وهذا يدل على طول باع المصنف، وتمكنه من علوم الحديث الشريف.

وهذان الكتابان ذكرهما الحافظ ابن حجر وأثبت نسبتهما إلى البوني في معجمه المفهرس، قال: «... كتاب شرح الموطأ وكتاب شرح البخاري كلاهما لأبي عبد الملك مروان بن علي البوني أنبأنا بهما أبو علي الفاضلي بهذا السند إلى ابن عتاب عن حاتم بن محمد الطرابلسي عنه قال ابن عتاب وقرأت نص شرح الموطأ على حاتم المذكور ولي فيه زيادات»: 
«المعجم المفهرس أو تجريد أسانيد الكتب المشهورة والأجزاء المنثورة» لابن حجر العسقلاني : 2/130.
أما في الفقه، فإن للبوني آراء ومسائل وفتاوي فقهية مبثوثة في مختلف كتب الفقه والنوازل.

## ثناء العلماء عليه
أثنى على أبي عبد الملك البوني جمع من أهل العلم، ووصفوه بالمحدث الحافظ وبالإمام الفقيه وبالرجل الصالح الفاضل، وأشادوا بمؤلفاته خاصة شرح الموطأ، وهذا الشرح يعتبر مع النامي في شرح الموطأ للداودي هما العمدة الذان اعتمدهما من جاء بعدهما من شراح الموطأ، وإن إطلالة قصيرة على شرح الزرقاني تؤكد ذلك.
بعض أقوال هؤلاء العلماء والمؤلفين:
- - الإمام الحافظ الحميدي الذي قال في ترجمة للبوني رقم 798 :

```
" كان فقيها محدثا ، وله كتاب كبير شرح فيه الموطأ ... ذكره لي أبو محمد الحفصوني، 
وذكر عنه فضلا وعلما، وهو مشهور بتلك البلاد (يقصد المغرب العربي)".
جذوة المقتبس للحميدي:1 / 342.
```

- - الإمام المحدث الحافظ القاضي عياض الذي قال عنه : " كان من الفقهاء المتفننين. وألّف في شرح الموطأ، كتاباً مشهوراً حسناً، رواه

```
عنه الناس"
```

كما نقل ثناء كل من الحافظين الإمامين حاتم الطرابلسي وأبو عمر ابن الحذاء وهما من تلامذة البوني:
- قال حاتم الطرابلسي :

" كان رجلاً فاضلاً حافظاً، نافذاً في الفقه والحديث. أصله من قرطبة. سمع معنا وكتبت
```
عنه تفسير الموطأ من تأليفه. ..."
```

- و قال أبو عمر ابن الحذاء:
- «كان صالحاً عفيفاً عاقلاً، حسن اللسان رحمه الله».

```
ترتيب المدارك : 2/34.
```

- - أما الإمام ابن فرحون فقد ترجم له وأثنى عليه قائلا: "... كان من الفقهاء المتفننين ، وكان رجلاً حافظاً فذاً في الفقه والحديث

```
وكان رجلاً صالحاً ، وله تأليف في شرح الموطأ مشهور حسن رواه عنه حاتم 
الطرابلسي وابن الحذاء".
```

«الديباج المذهب في معرفة أعيان علماء المذهب» لابن فرحون 1/386.